# Seiji Ara

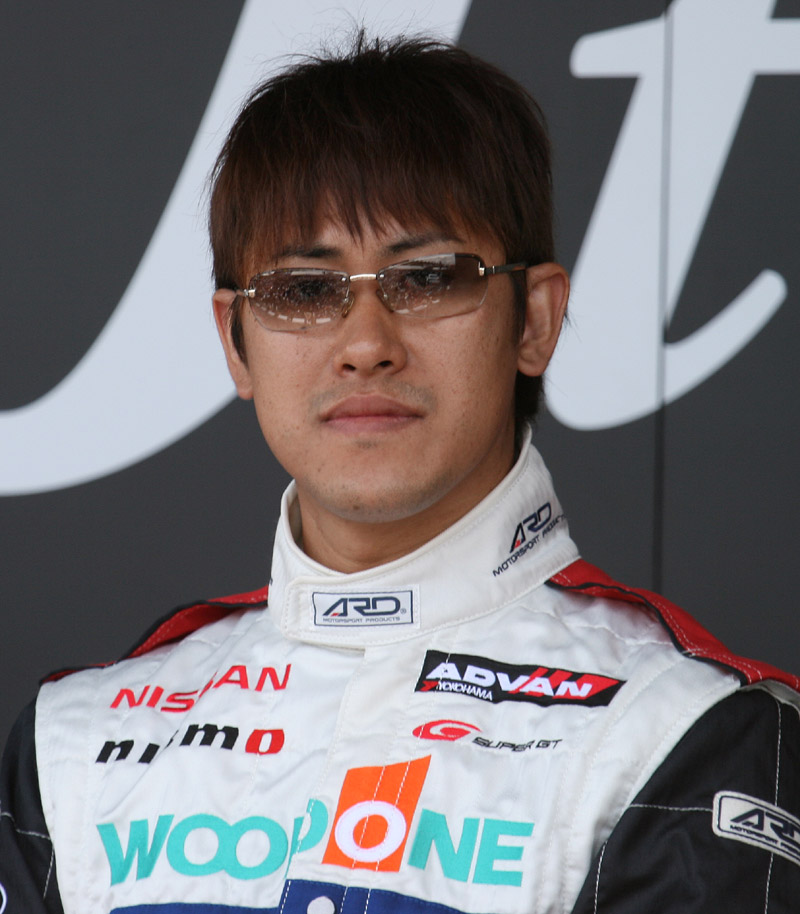
Seiji Ara 2008

Seiji Ara (Japans: 荒聖治, Ara Seiji) (Chiba, 5 mei 1974) is een Japanse autocoureur.
In 2004 won hij de 24 uur van Le Mans in een Audi R8, samen met Le Mans-legende Tom Kristensen en drievoudig Le Mans-winnaar Rinaldo Capello. In hetzelfde jaar reed hij ook in de Le Mans Endurance Series en de Japanse GT Kampioenschap. 
In 2001 en 2002 reed hij in de Formule Nippon, tussen 1997 en 2000 in de All-Japan F3 en in 1995 in de Barber Dodge Pro Series.
Hij maakte in de race in Japan in 2009 zijn debuut in de WTCC.